# Otto Erich Hartleben
Otto Erich Hartleben, född 3 juni 1864, död 11 februari 1905, var en tysk författare.
Hartleben gav i 1890-talets början ut ett par hätska bidrag till den gängse samhällskritiken, däribland komedierna Angele (1890) och Hanna Jagert (1893), men slog igenom med diktsamlingen Meine Verse (1895). Diktningen, där satir och ironi i antikiserande riktning uppbars av högt uppdriven artistisk skicklighet, svingade sig genast upp till ställning som förebild för den unga generationen, Die Moderne. Bland hans arbeten under denna period märks novellsamlingen Vom gastfreien Pastor (1895) och Die Serenyi (1896), den så kallade officerstragedin Rosenmontag (1900, svensk översättning Karneval, uppförd i Stockholm 1902) och diktsamlingen Der Halkyonier (1904). Hans Gesammelte Werke utgavs i tre band (ny upplaga 1920), och hans Briefe an Freunde 1912.